# Ceryx fuscicornis
Ceryx fuscicornis är en fjärilsart som beskrevs av Hans Daniel Johan Wallengren 1860. Ceryx fuscicornis ingår i släktet Ceryx och familjen björnspinnare. Inga underarter finns listade i Catalogue of Life.